# 湘南国際女子短期大学
湘南国際女子短期大学（しょうなんこくさいじょしたんきだいがく、英語: Shonan Kokusai Women's Junior College または Shonan Kokusai Women's College）は、神奈川県藤沢市円行802に本部を置いていた日本の私立大学である。1991年に設置され、2008年に廃止された。大学の略称は湘国短。

## 概要

### 大学全体
- 神奈川県藤沢市に所在した[3]日本の私立短期大学。
- 1991年に学校法人北鎌倉女子学園が、2学科入学総定員200名で設置する[注釈 1]。
- 2001年度から1学科となり、2005年以降は学校法人田村学園が運営した。
- 2006年度の入学生を最後に[注釈 2]、2008年に廃止する[6]。

### 教育および研究
- 国際ビジネス総合学科は、英語を始め外国語をベースとして社会に有用なビジネス系カリキュラムを設置した。

### 学風および特色
- 女性の能力を育て、国際化社会に貢献できる女性の育成を目指す。

## 沿革
- 1940年4月1日に額田豊が創設した財団法人北鎌倉高等女学校を源流とする[注 3]。
- 1990年12月21日に文部省[注 4]から短期大学の設置が認可される[9]。
- 1991年
  - 4月1日に学校法人北鎌倉女子学園が湘南国際女子短期大学を開学する[9]。
    - 国際教養学科 入学定員100
    - 英語学科[注 5]

  - 5月1日 学生数[10]/定員[注釈 1]
    - 国際教養学科 143[注釈 3]/100
    - 英語学科 122[注釈 3]/100
- 1992年
  - 5月1日 学生数[注 6]/定員
    - 国際教養学科 289[注釈 3]/200
    - 英語学科 245[注釈 3]/200
- 1999年
  - 5月1日 学生数[13]/定員
    - 国際教養学科 136[注釈 3]/200
    - 英語学科 141[注釈 3]/200
- 2001年 この年度の入学生から国際教養学科が英語学科を統合し、再編して国際ビジネス学科となる[14]。
- 2004年
  - 3月31日に英語科を廃止[15]。
  - 4月1日に国際ビジネス総合学科と改称し、入学定員を200[16]から140に減員[15]。
- 2005年12月に経営母体が学校法人田村学園となる[17]。
- 2006年4月1日に学生募集を終了する[注 7]。
- 2008年7月31日に廃止の認可が降りる[注釈 2]。

## 基礎データ

### 所在地
- 神奈川県藤沢市円行802

### 象徴
- 湘南国際女子短期大学のカレッジマークは湘南の海とその上を飛翔するカモメをイメージした[18]。

## 教育および研究

### 組織

#### 学科
- 国際ビジネス総合学科 - 入学定員140名[注 8]

旧学科
- 国際教養学科 - 「地球社会」と「文化情報」コース[20]。
- 英語学科 - 入学定員100名[注 9]

#### 専攻科
- なし

#### 別科
- なし

#### 取得資格
- 過程により情報処理士・秘書士[23]。

### 研究
- 『湘南国際女子短期大学紀要』[24][25]

## 学生生活

### 部活動・クラブ活動・サークル活動
- クラブ活動：華道、スポーツ、「エアロビクス・ダンス&トレーニング」など[26]。

### 学園祭
- 学園祭は「湘風祭」と称した[27]。

## 大学関係者と組織

### 大学関係者一覧
歴代学長
- 井上茂
- 斎藤正彦：1997年から2003年まで就任した。東京大学や放送大学で教員を歴任。専攻は数学。

## 施設

### キャンパス
- 校舎は地上3階建て、学内に学生食堂・体育館・図書館など[28]。

### 寮
- なし

## 対外関係

### 他大学との協定
- プリンスエドワード大学：カナダ

### 系列校
- 北鎌倉女子学園高等学校

## 社会との関わり
- 1996年に藤沢市から「第3回ふじさわ都市デザイン賞」を受賞する[29]。

## 関係者
- 村松梨沙[30]

## 卒後進路

### 編入学・進学実績
- 英語学科：神奈川大学ほか[31]
- 国際教養学科：東海大学・京都精華大学ほか[32][31]